# Steven Swanson
Steven Ray Swanson (ur. 3 grudnia 1960 w Syracuse, stan Nowy Jork, USA) – inżynier, amerykański astronauta.

## Wykształcenie oraz praca zawodowa
- 1979 – ukończył szkołę średnią (Steamboat Springs High School) w Steamboat Springs, stan Kolorado.
- 1983 – został absolwentem University of Colorado, gdzie uzyskał licencjat z fizyki.
- 1986 – na Florida Atlantic University(inne języki) uzyskał tytuł magistra w dziedzinie systemów komputerowych. Po studiach pracował w firmie GTE w Phoenix, stan Arizona. Zajmował się tam oprogramowaniem systemów telefonicznych.
- 1987 – rozpoczął pracę w NASA w Johnson Space Center w Wydziale Operacji Lotniczych (Aircraft Operations Division) na symulatorze wahadłowca STA (Shuttle Training Aircraft). Uczestniczył w lotach doświadczalnych i treningowych z wysokości 10 km.
- 1989 – został latającym inżynierem doświadczalnym STA. Zajmował się doskonaleniem systemów kierowania i kontroli STA.
- 1998 – stopień doktora w dziedzinie techniki komputerowej zdobył na Texas A&M University.

## Praca w NASA i kariera astronauty
- 4 czerwca 1998 – został przyjęty do korpusu amerykańskich astronautów (NASA-17(inne języki)) jako kandydat na specjalistę misji.
- 1999 – zakończył przeszkolenie podstawowe, po którym otrzymał przydział do Biura Astronautów NASA do działu kierowania lotem ISS (Space Station Operations Branch). Później skierowano go do działu zajmującego się robotyzacją (Robotics Branch). Pełnił również funkcję operatora łączności (CapCom).
- 2005 – 9 lutego został wyznaczony do lotu STS-117 w charakterze specjalisty misji. Termin startu wyznaczono na 2007.
- 2007 – 8 czerwca na pokładzie wahadłowca Atlantis wystartował w kosmos do blisko dwutygodniowego lotu STS-117. W październiku po raz kolejny został wyznaczony do lotu. Został specjalistą misji STS-119.
- 2009 – w dniach 15-28 marca wziął udział w blisko 13-dniowej misji STS-119.
- 2014 – 25 marca poleciał statkiem Sojuz TMA-12M na stację ISS, gdzie wszedł w skład Ekspedycji 39 (jako inżynier pokładowy) i 40 (jako dowódca). Na Ziemię wrócił 11 września w kapsule lądującej Sojuza TMA-12M.

W trakcie swoich trzech lotów wykonał pięć spacerów kosmicznych (EVA). Łącznie przebywał w otwartej przestrzeni kosmicznej 27 godzin i 58 minut.
- 2015 – 30 sierpnia opuścił korpus astronautów NASA.

## Nagrody i odznaczenia
- medal NASA „Za szczególne zasługi” (NASA Exceptional Service Medal)
- Universal Astronaut Insignia za lot orbitalny (nr 455) – Stowarzyszenie Uczestników Lotów Kosmicznych (Association of Space Explorers(inne języki))[1]

## Wykaz lotów
| Loty kosmiczne, w których uczestniczył Steven R. Swanson                 | Loty kosmiczne, w których uczestniczył Steven R. Swanson | Loty kosmiczne, w których uczestniczył Steven R. Swanson | Loty kosmiczne, w których uczestniczył Steven R. Swanson | Loty kosmiczne, w których uczestniczył Steven R. Swanson | Loty kosmiczne, w których uczestniczył Steven R. Swanson         | Loty kosmiczne, w których uczestniczył Steven R. Swanson |
| №                                                                        | Data startu                                              | Statek kosmiczny                                         | Data lądowania                                           | Statek kosmiczny                                         | Funkcja                                                          | Czas trwania                                             |
| ------------------------------------------------------------------------ | -------------------------------------------------------- | -------------------------------------------------------- | -------------------------------------------------------- | -------------------------------------------------------- | ---------------------------------------------------------------- | -------------------------------------------------------- |
| 1                                                                        | 8 czerwca 2007                                           | STS-117 Atlantis F-28                                    | 22 czerwca 2007                                          | STS-117 Atlantis F-28                                    | Specjalista misji (MS-2)                                         | 13 dni 20 godzin 11 minut i 32 sekundy                   |
| 2                                                                        | 15 marca 2009                                            | STS-119 Discovery F-36                                   | 28 marca 2009                                            | STS-119 Discovery F-36                                   | specjalista misji (MS-2)                                         | 12 dni 19 godzin 29 minut i 41 sekund                    |
| 3                                                                        | 25 marca 2014                                            | Sojuz TMA-12M                                            | 11 września 2014                                         | Sojuz TMA-12M                                            | inżynier pokładowy Sojuza i Ekspedycji 39, dowódca Ekspedycji 40 | 169 dni 5 godzin 5 minut i 46 sekund                     |
| Łączny czas spędzony w kosmosie — 195 dni 20 godzin 46 minut i 59 sekund |                                                          |                                                          |                                                          |                                                          |                                                                  |                                                          |